# Іна Беніта
Іна Беніта (пол. Ina Benita, справжнє ім'я та прізвище Яніна Феров-Булгак; нар. 1 березня 1912 — 9 вересня 1984) — польська акторка театру і кіно українського походження.

## Життєпис
Народилася 1 березня 1912 року в Києві, тоді Російської імперії. У 1920 році її родина переїхала до щойно відродженої Польщі. Деякий час, наприкінці 1920-х, Беніта жила у Парижі, де закінчила школу Sacré Cœur. Після повернення до Польщі продовжила освіту у Варшаві.
Дебютувала на сцені 29 серпня 1931 року у варшавському театральному колективі «Новий Ананас» (англ. New Pineapple) у виставі «Рай для чоловіків» («Raj dla mężczyzn»). Через рік вона дебютувала у фільмі Рішкарда Бріске «Puszcza». Після такого досвіду знімалась головним чином у кіно. Також виступала на сцені, в основному у варшавських ревю, таких як Кирулік Варшавський (1937), Велька Ревія (1938–39) та Алі Баба (1939)..
Під час Другої світової війни, в окупованій Німеччиною Польщі, Беніта грала у німецьких театрах, за що потім її звинувачували у співпраці з нацистами. Приблизно у 1943 році вона познайомилась з австрійським офіцером Вермахту (Отто Хавер або Хауер), з яким переїхала до Відня. Влітку 1944 року частково єврейське походження Беніти (єврейська бабуся з боку її батька) стало відомим гестапо, і їх обох звинуватили у злочині проти расової чистоти («Rassenschande»), що, за німецькими законами, на окупованій польській території означадло смертний вирок. Завдяки підтримці німецьких шанувальників Беніти, їх осудили згідно із законами, що діяли у Відні на той час. Її чоловіка відправили на Східний фронт. А вагітна Іна Беніта була ув'язнена у варшавській в'язниці Пав'як. Там 7 квітня 1944 року вона народила сина.
Звільнилась 31 липня 1944 року з новонародженим. Беніту востаннє бачили під час Варшавського повстання у серпні 1944 року. Вона та Тадеуш нібито спустились через канал каналізації та потонули. Протягом багатьох років точна дата та місце її смерті залишалися невизначеними. Ця версія, однак, була спростована.
Документи, опубліковані в листопаді 2018 року сім'єю Паш, указують, що наприкінці війни, у квітні 1945 року, Іна Беніта та її син втекли до Хогегейса в Гослар, Нижня Саксонія, де у червні того ж року вона одружилася з Гансом Георгом Паш, з яким була в неформальних стосунках з 1943 року, і прийняла ім'я Інна Паш. У шлюбі 28 липня 1945 року народила доньку Ріту Анну, померла через три дні після народження. 15 листопада 1945 року її чоловіка було вбито незабаром після того, як вона влітку 1946 чи 1947 року вирішила залишити Хогейс, а потім переїхала до Франції, де одружилася з американцем Ллойдом Фрейзером Скаудером. 25 липня 1950 року в Ніцці народила другого сина Джона. Далі Іна Скудер переїхала до Марокко та Алжиру з родиною. У червні 1960 року вона приїхала до США. Жила у Камберленді (штат Пенсильванія), де померла у 1984 році.

## Вибрана фільмографія
- 1932 — Пуща / Puszcza — Реня
- 1933 — Бродяга / Przybłęda — Марийка
- 1933 — Його превосходительство суб'єкт / Jego ekscelencja subiekt — Аня
- 1933 — Ханка / Zabawka — Ханка Береза
- 1935 — Його сіятельство шофер / Jaśnie pan szofer — Ханя
- 1935 — Дві Іоасі / Dwie Joasie — Флора
- 1937 — Три гульвіси / Trójka hultajska — Інез
- 1938 — Серце матері / Serce matki — Ханка
- 1938 — Мої батьки розлучаються / Moi rodzice rozwodzą się — Ніна Костувна
- 1938 — Геєна / Gehenna — Льорка
- 1938 — Люди Вісли / Ludzie Wisły — Анна
- 1939 — Про що не говорять / O czym się nie mówi… — Манька
- 1939 — Доктор Мурек / Doktór Murek — Каролька
- 1939 — Чорні діаманти / Czarne diamenty — Ірена
- 1939 — Спортсмен мимоволі / Sportowiec mimo woli — Лілі Мадецька
- 1939 — Тут я керую / Ja tu rządzę — Іоася